# 長野県立伊那北高等学校
もしかして
- 長野県伊那北高等学校

ではありませんか？